# Brézain
Brézain est une marque commerciale et apposée sur un fromage industriel transformé en France à La Balme-de-Thuy en Haute-Savoie. La marque appartient à la Société Edelmont à La Balme-de-Thuy pour l'avoir renouvelée le 24 novembre 1986. En 2002, la Société Fromagère du Livradois, en Auvergne, rachète la Fromagerie Edelmont.

## Présentation
C'est un fromage à base de lait de vache pasteurisé au goût fruité et fumé.
La particularité de sa fabrication réside dans une exposition à un feu de bois de hêtre, qui lui donne une texture fondante et une croûte brune-orange. Il possède une pâte pressée non cuite de couleur blanc à ivoire.
Ce fromage à pâte demi-ferme, contient 48 %  de matière grasse. Il se présente sous la forme d'une meule d'environ 6 kg.

### Volume de fabrication
500 tonnes de ce fromage sont fabriquées par an.

## Consommation

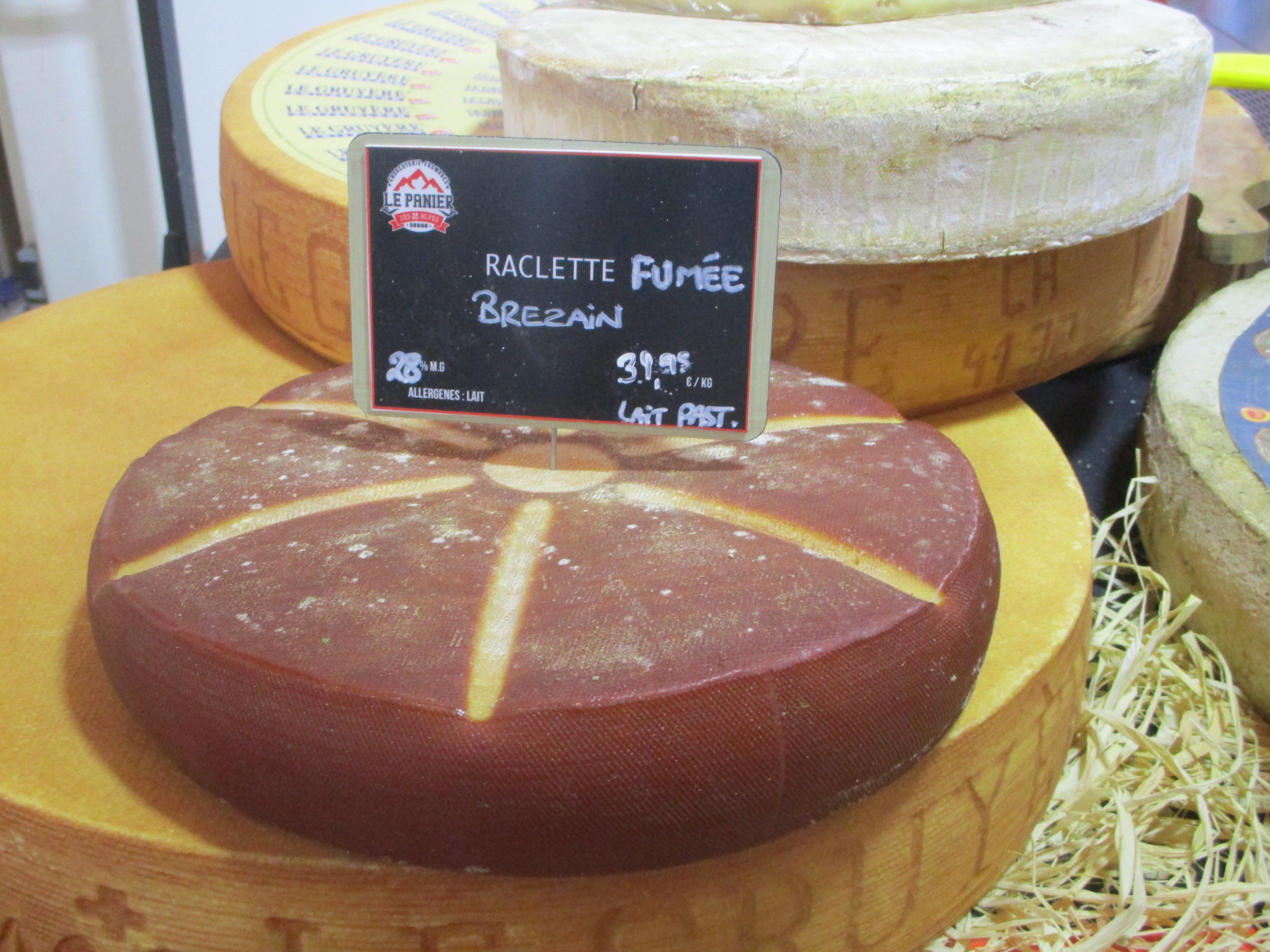
Fromage brézain.

Il est conçu pour entrer dans la composition de nombreux plats avec ou sans cuisson comme les salades, les pizzas, les raclettes, les fondues, les gratins, les tartes ou encore dans les apéritifs.

### Vins d'accompagnement
- rouge léger[7]
- blanc sec léger[7]

## Site internet
www.brezain.com